# Kalanamata, Belur
Kalanamata là một làng thuộc tehsil Belur, huyện Hassan, bang Karnataka, Ấn Độ.